# Huis ter Nieuburch

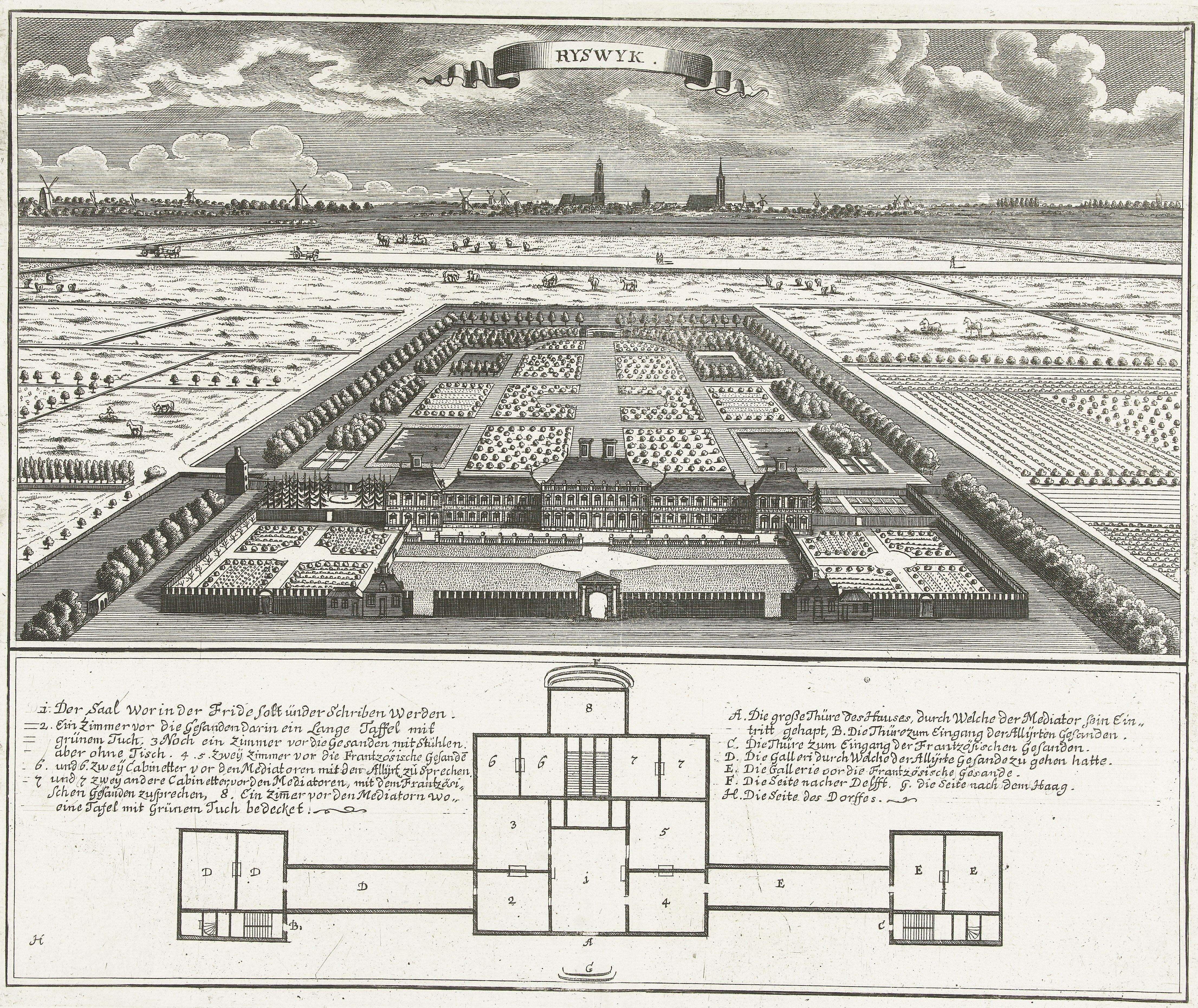
Huis ter Nieuburch auf einem historischen Kupferstich, um 1700

Huis ter Nieuburch, auch Schloss Rijswijk, Hof te Rijswijk, Huis te Rijswijk oder Huis ter Nieuwburg, war ein Sommerpalast des Hauses Oranien-Nassau, den der holländische Statthalter Friedrich Heinrich von Oranien zwischen 1630 und 1634 in Formen des niederländischen Klassizismus in Rijswijk errichten ließ. Geschichtliche Bedeutung erlangte das zeit seines Bestehens wenig bewohnte Gebäude als Ort der Verhandlungen zum Frieden von Rijswijk.

## Geschichte

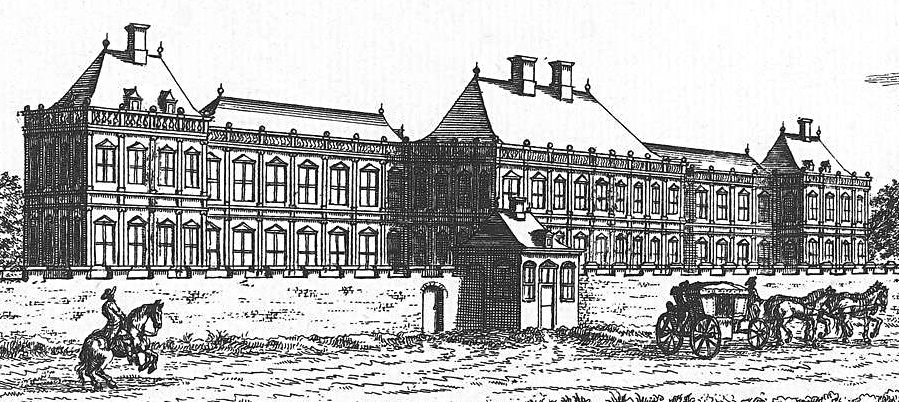
Schrägansicht der Hauptfassade von Cornelis Elandt (1641–1681), 1665

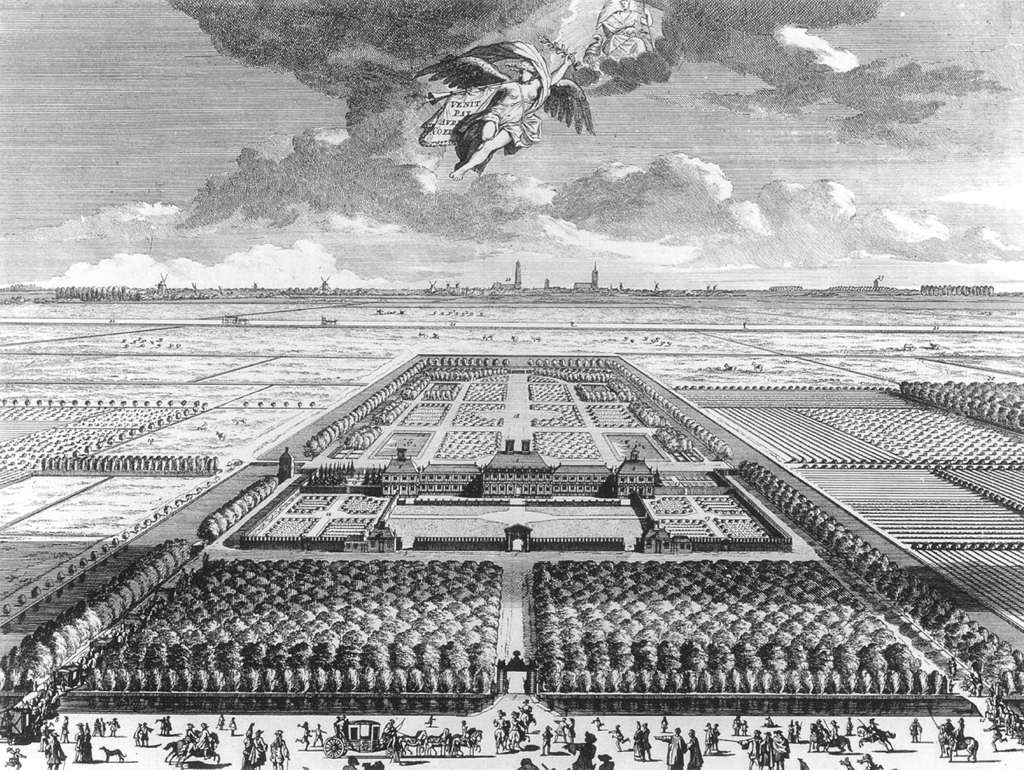
Vogelperspektive über Huis ter Nieuburch von Peter Schenk dem Älteren, 1697

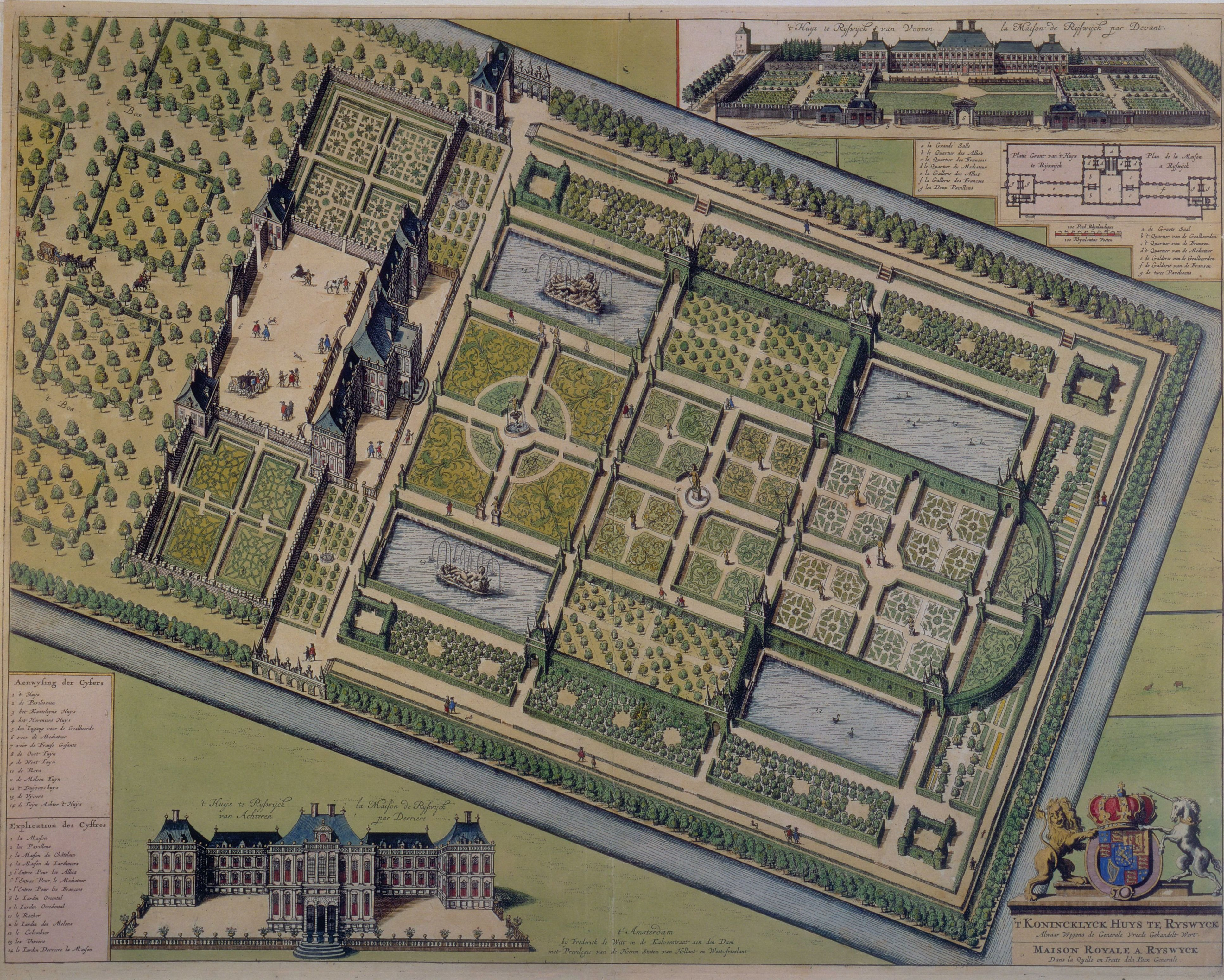
Huis ter Nieuburch auf einer kolorierten Isometrie von Julius Milheuser, Ende des 17. Jahrhunderts

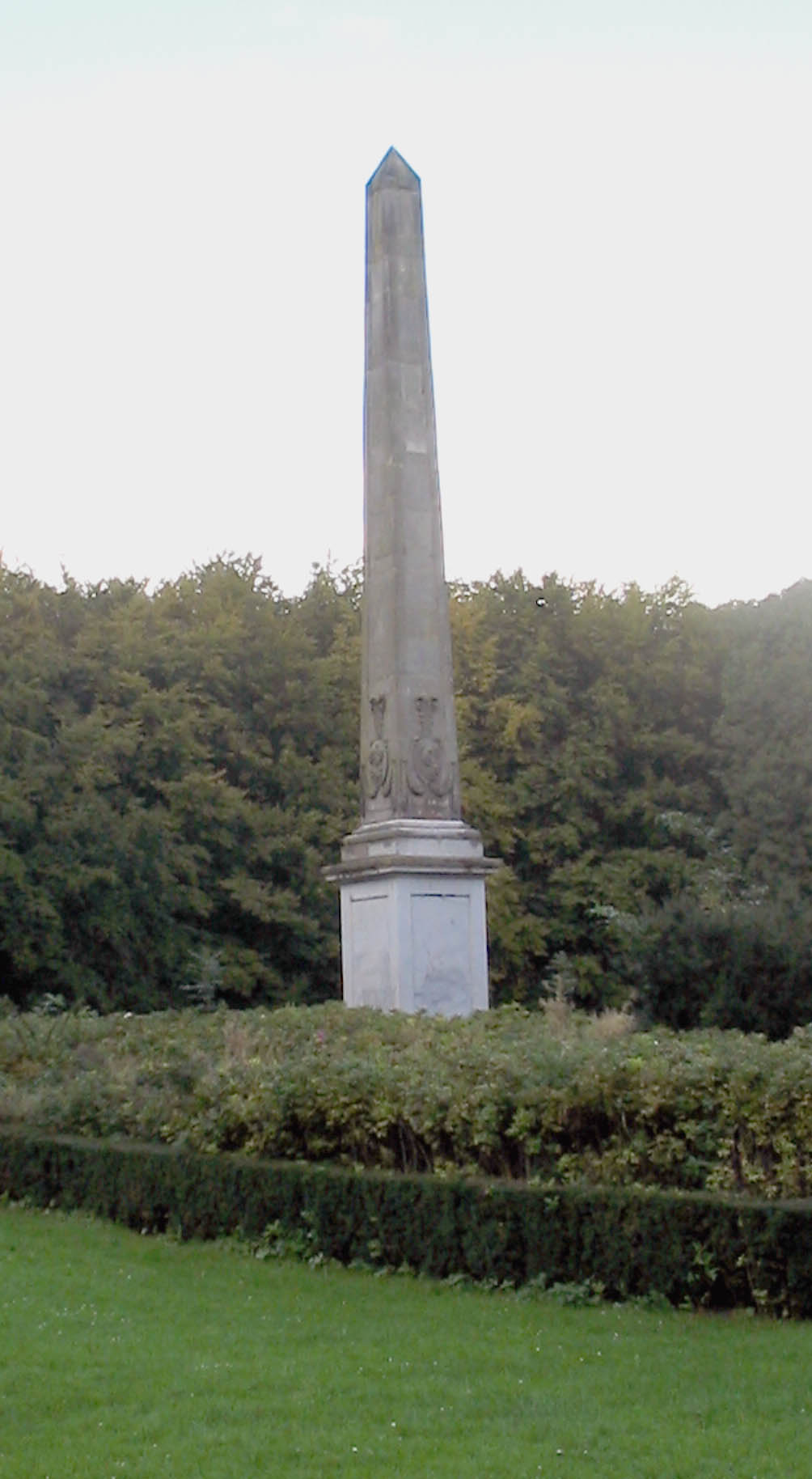
Naald van Rijswijk, erbaut 1792–1794

1630 erwarb Statthalter Friedrich Heinrich das Huis ter Nyeuburch bei Rijswijk von dem wohlhabenden Delfter Geschäftsmann Philibert Vernatti (1590–≈1646), der sich 1628 in England niedergelassen hatte, und ließ den Landsitz seines Vorgängers abreißen, um für sich und seine Familie einen repräsentativen Sommersitz zu erbauen. Als Architekten der hierzu entwickelten Pläne gelten Simon de la Vallée und Arent van ’s-Gravesande (≈1610–1662). Auch Jacob van Campen, Constantijn Huygens und der Fürst selbst werden als Baumeister genannt. 1634 war der Palast äußerlich fertiggestellt. Sein Innenausbau dauerte im Wesentlichen bis 1638, als Maria de’ Medici das Anwesen besuchte. Das Gebäude stattete Friedrich Heinrich mit bedeutenden Gemälden aus, darunter Historien von Christiaen Gillisz. van Couwenbergh.
Architektur und Grundriss des Gebäudes waren vom Louis-treize-Stil inspiriert. Das Schloss bestand aus einer Aneinanderreihung von Pavillons, deren Individualität durch die getrennten Dächer besonders betont wurde. Der sehr tiefe Hauptpavillon in der Mitte wurde durch Galerieflügel zu beiden Seiten mit Wohnpavillons verbunden. Die Haube des Hauptpavillons war entsprechend ihrer Tiefe außergewöhnlich groß und samt Kaminen etwa gleich hoch wie das Mauerwerk. Pilasterordnungen für jedes Stockwerk verstärkten den Rhythmus der Fensterachsen. Am Fuß der Dächer befanden sich umlaufende Balustraden. Die rund 100 Meter breite Schlossfassade und die ausgedehnten symmetrischen Gartenanlagen, die niederländische, italienische und französische Gestaltungselemente aufwiesen, waren axial auf die Nieuwe Kerk von Delft, die Grablege der Oranier, ausgerichtet.
In seinem Testament verfügte Friedrich Heinrich, dass das Schloss seiner Gattin Amalie zu Solms-Braunfels als Witwensitz zur Verfügung stehen solle. Diese zog jedoch Den Haag als ihren Wohnsitz vor und vermietete das Objekt an Willem Adriaan van Nassau-Odijk. Während der Regierungszeit Wilhelms III. von Oranien, der das Haus von seiner Großmutter Amalie geerbt hatte, diente das Schloss vom 9. Mai bis 20. September 1697 den Gesandten verschiedener europäischer Mächte unter der Moderation des schwedischen Diplomaten Nils Lillieroot als Ort diplomatischer Verhandlungen zur Beendigung des Pfälzischen Erbfolgekrieges. Im Herbst gelang ihnen der Friedensschluss von Rijswijk.
Nach dem Tod Wilhelms III. stand der Palast weitgehend leer. Durch Teilungsvertrag von 1732 (Traité de Partage et d’Accommodement sur la Succession de la Maison d’Orange, Conclu Entre sa Majestě le Roi de Prusse, et son Altesse Serenissime le Prince d’Orange et de Nassau) gelangte er in den Besitz Friedrich Wilhelms I. von Preußen, dessen Sohn Friedrich II. ihn möglicherweise als Freundschaftsgabe Wilhelm IV. von Oranien überließ. Jedenfalls vermietete Wilhelms Witwe Anna das Haus an den russischen Botschafter Alexander Gawrilowitsch Golowkin.
1761 ließ Wilhelm V. von Oranien noch einige Reparaturmaßnahmen an dem verfallenden Gebäude verrichten. Als die Eckpavillons und Flügel baufällig und einsturzgefährdet waren, wurden sie 1786 geschlossen. 1790 musste das ganze Gebäude abgerissen werden. Ein Deckengemälde, das Gerrit van Honthorst 1638/1639 für den großen Festsaal gemalt hatte, wurde vorher in das Paleis Noordeinde verbracht.
Auf dem Grundbesitz ließ Wilhelm V. 1792–1794 durch den Architekten Philip Willem Schonck (1735–1807) zur Erinnerung an den Frieden von Rijswijk einen klassizistischen Obelisken, die Naald van Rijswijk, errichten. Auf dem Gartengelände entwickelte sich das Waldgebiet Rijswijkse Bos.